# ایمز (آیووا)
ایمز (به انگلیسی: Ames) شهری در ایالت آیووا کشور ایالات متحده آمریکا است که جمعیت آن در سرشماری سال ۲۰۱۰ میلادی، ۵۸٬۹۶۵ نفر بوده‌است.